# محمد بن حمید طاهری
محمد بن حمید طاهری یکی از اعضای خاندان طاهری بود که در زمان طلحه بن طاهر، سمت خزانه‌داری وی را عهده‌دار بود و پس از کشته شدن علی بن طاهر در نبرد با خوارج، فرماندهی سپاه را برای ادامهٔ نبرد بر عهده گرفت. با وجود این که وی از فرماندهان طاهر بن حسین در زمان محاصرهٔ بغداد بود، اما در مدت نظارتش بر خراسان، در مقابله با خوارج ناکام ماند که به دنبال آن شابشتی حملهٔ خوارج به روستای حمرا و قتل بسیاری از زنان و کودکان را ذکر می‌کند که این اتفاقات موجب آشفتگی مأمون شد و اسحاق بن ابراهیم و یحیی بن اکثم را به نزد عبدالله بن طاهر روانه کرد تا وی را برای حکومت خراسان قسم دهند، چرا که این ناحیه پس از دارالخلافه، مهم‌ترین بخش خلافت بوده‌است. محمد بن حمید در دوران اقامتش در نیشابور، اقدام به تاسیس عمارت‌هایی برای خود کرده‌بود. او در دوران چند ماههٔ نیابت خویش، از رعایت حال مردمان و مدارا با آنان چشم‌پوشی کرد و به اعمال ظالمانه پرداخت چنانکه گردیزی مطالبی را پیرامون رفتار او در نیشابور بیان کرده‌است. عبدالله بن طاهر پس از ورود به خراسان، تحقیقاتی را پیرامون اعمال محمد بن حمید انجام داد و عده‌ای اعمال نادرست وی در حق مردم را به عبدالله گزارش دادند، در حالی که عده‌ای در اینباره سکوت کردند و به دنبال این واقعه، محمد بن حمید طاهری از مناصب خود برکنار شد. محمد بن حمید طاهری شخصی بود که پس از اسارت امین، وی را شناسایی کرد و به طاهر اطلاع داد که به موجب آن، امین به دستور طاهر و توسط حاجب او به قتل رسید.